# 克鲁泽塔
克鲁泽塔是巴西北大河州的一个市镇。总面积295.829平方公里，总人口8333人，人口密度28.2人/平方公里。